# 洛桑·尼瑪·巴·桑波
洛桑·尼瑪·巴·桑波（Lobsang Nyima Pal Sangpo，1929年—2008年9月14日），經常被尊稱為洛桑尼瑪仁波切（Lobsang Nyima Rinpoche），西藏格魯派僧侶，為第一百任甘丹赤巴。

## 生平
洛桑尼瑪在12歲時出家，1945年，進入哲蚌寺。1959年，第十四世達賴喇嘛流亡至印度，洛桑尼瑪隨之出走至不丹。
1994年，成為甘丹赤巴。2002年卸任。